# 昭和維新
昭和維新是1930年代前中期（昭和戰前期）日本流行的口号，由皇道派發起，主張應該把權力歸還交給天皇，但最終失敗，統制派得以做大日本軍國主義與軍部獨裁路線。

## 概要
從20世紀20年代到20世紀30年代前半期，由於昭和金融恐慌和世界經濟危機導致的經濟惡化，排日移民法和張作霖爆炸事件等導致國際社會的不穩定，以軍部激進派和右翼團體爲中心，要求明治維新精神的復興、天皇親政的呼聲急速高漲。特別是，對反覆進行政治鬥爭的政黨政治的敵意非常強烈，而且對把天皇與外界隔絕而離開國家的元老、重臣等親信們的憎惡也非常強烈。代表性的事件有五一五事件和二二六事件。
雖然因提倡『昭和維新實現』而發生了很多事件，但其中任何一個都是爲了『昭和維新實現』的天誅，「在暗殺他之後怎麼辦，之後做什麼。」一部分都極其缺乏具體性（通過提倡「天皇親政」，討論排除現在的領導人之後怎麼辦相當於侵犯天皇統治大權的大權私議。
例如，即使認爲爲了實現昭和維新，讓荒木貞夫擔任首相，但強迫天皇降下荒木大命本身就是謀反的邏輯）。即使把日本政治體系持續4天的2•26事件，執行者們也沒有佔領皇宮、向天皇要求親政的計劃（當初並沒有執行到佔領皇宮本身的程度）。雖然也有人期待作爲新國家的領導人，被認爲是事件幕後主使之一的真崎甚三郎，但由於他動彈不得，所以被排除在了梯子上。） 。
片山杜秀對安岡正篤持有昭和維新思想，但始終沒有直接行動表示：安岡的錦旗革命論在其邏輯上非常過激，他始終沒有背叛'錦旗革命論'。但是，如果這種革命論嚴格適用於現實，日本只能得出除天皇一人外不能發動革命的結論，因此，其他下級人士不能隨意發動革命。
戰後成爲主張從右開始變革的民族派右翼的基本路線和口號。

## 思想性和國家的想像
作爲昭和維新的思想，例如，在二·二六事件中的精神領袖北一輝著述的《日本改造法案大綱》中，男女平等、男女政治參與、廢除華族制度（當然也廢止貴族院）、強調收入累進課稅或限制私有財產、大資本國有化（財閥解體）、削減皇室財產等在當時具有進步性的政策並排並立（其中大部分由GHQ或搶佔其意向的日本政府在二戰後實行）。另外，據該事件的主犯磯部淺一透露，將日本的國體定義爲：不是天皇的獨裁國家，而是以天皇爲中心的近代民主國家，並稱目前處於天皇的追隨獨裁狀態。他們認爲，日俄戰爭和大逆事件（成爲制定治安維持法的契機）之前的日本是沒有感覺到社會的閉塞感、國家和國民之間的隔閡的理想國家。
北邊和磯部實際描繪的天皇親政可以解釋爲，在天皇身邊權力被一元化，即天皇身邊有議會，議會產生內閣。從天皇的親信重臣和軍閥、政黨和財閥等實行獨裁的言論來看，認爲有必要從他們手中奪走權力，把權力還給國民。他們的思想經常被歸類爲國家社會主義。但是，隨着廢除《治安維持法》的呼聲高漲，日本社會民主主義反而依賴於軍部單獨進行的階級鬥爭、暴力革命、非法手段、行使強權。甚至反特權階級、反財閥、甚至社會主義和日蓮宗的思想也混雜在一起。
鎮壓二二六事件後，制定了思想犯保護觀察法，強化了對主張昭和維新的政治團體和與皇道派有密切聯繫的宗教團體（大本等）的管制。但是，在經濟政策方面，與統制派建立緊密關係，在滿洲國實務第一線的革新官僚岸信介曾評價過北一輝，因此在外地也有一些參考。